# Ämtö-Väggö
Ämtö är en ö i Gryts skärgård, Gryts socken, Valdemarsviks kommun. Ön består av de sammanväxta öarna Ämtö och Väggö samt flera mindre före detta öar, bland annat Hornö, Kalvholmen och Ekö.  Ämtö ligger i anslutning till Orren och Södra Finnö. Den har en yta på 7,4 kvadratkilometer.
Både Ämtö (Emptöö 1653) och Väggö har sedan gammalt varit bebodda med fiskarbönder. Som mest bodde sex hushåll på ön, 1872 hade ön 44 innevånare. Ön avfolkades 2001 sedan ett IT-företag på ön gått omkull i samband med IT-bubblan, men fick 2006 åter bofast befolkning.
Ön är Gryts skärgårds största. På ön finns vandringsleder, stugby samt en kiosk som är öppen på sommaren.
Sommartid angör Skärgårdslinjens gröna linje dagligen bryggan vid Ämtö stugby med skärgårdsbåten M/S Ellen af Harstena på väg till ön Harstena.
På Väggö ligger Väggö naturreservat, där tillträdesförbud sedan 1975 gäller under stor del av året. Reservatet utvidgades 2009. Större delen av södra delen ingår i naturreservatet Ämtö